# Rohan de Saram
Deshamanya Rohan de Saram, né à Ceylan le 9 mars 1939 et mort le 29 septembre 2024, est un violoncelliste britannique d'origine sri-lankaise.
Jusqu'à sa trentaine, il fait son nom comme un artiste classique, mais depuis, il est célèbre pour son implication en faveur de la musique contemporaine, en tant que soliste ou au sein du Quatuor Arditti. Il voyage beaucoup et est très demandé pour des ateliers et les cours d'été en plus de ses concerts.

## Biographie
Rohan de Saram naît à Ceylan de parents venant de Sheffield en Angleterre. À onze ans, il étudie avec Gaspar Cassadó à Sienne et Florence.
En 1955, à seize ans, il remporte le prix Guilhermina Suggia, ce qui lui permet d'étudier au Royaume-Uni avec John Barbirolli et à Puerto Rico avec Pablo Casals. Casals dit de lui que « peu de sa génération ont ces dons ». L'année suivante, il remporte le prix Harriet Cohen de musique.
À l'invitation de Dimitri Mitropoulos, qui le décrit en 1957 comme « un rare génie... un musicien né... un étonnant… violoncelliste », Rohan est invité pour ses débuts à Carnegie Hall en 1960, avec l'orchestre Philharmonique de New York, dans le Concerto pour violoncelle de Khachaturian sous la direction de Stanisław Skrowaczewski. Gregor Piatigorsky lui a présenté un archet spécial. 
Dès 1972, il vit à Londres, d'abord et avant tout en tant qu'artiste, mais il enseigne également au Trinity College of Music de Londres. De 1979 à 2005 de Saram est membre du Quatuor Arditti. Depuis, il travaille avec d'autres artistes à la poursuivre sa propre vision artistique. Il a également effectué des tournées et enregistré avec l'ensemble « Mondes Possibles » du trompettiste Markus Stockhausen. Il a travaillé personnellement avec Zoltán Kodály, Francis Poulenc, William Walton et Dmitri Chostakovitch. Il a joué avec les plus grands orchestres d'Europe, des États-Unis, du Canada, de l'Australie et de l'ancienne Union Soviétique avec des chefs tels que Barbirolli, Adrian Boult, Zubin Mehta, Seiji Ozawa et William Steinberg.
En ensemble ou en tant que soliste, il a créé des œuvres de Luciano Berio, Bose, Benjamin Britten, Sylvano Bussotti, John Cage, Peter Maxwell Davies, Philip Glass, Sofia Goubaïdoulina, Paul Hindemith, Mauricio Kagel, György Ligeti (Racine 19), Conlon Nancarrow, Henri Pousseur, Wolfgang Rihm, Jeremy Dale Roberts (Deathwatch, concerto pour violoncelle, est écrit pour Saram), Alfred Schnittke, Iannis Xenakis (Kottos) et Toshio Hosokawa (le concerto Chant pour violoncelle et orchestre). Berio a été tellement impressionné par sa performance d'Il Ritorno degli Snovidenia, qu'il écrit sa Sequenza XIV (2002) spécialement pour Saram, en incorporant des percussions sur le corps du violoncelle, élaborées à partir des compétences de Saram avec le tambour Kandyan. Saram a donné à l’œuvre son univers et de nombreuses premières nationales. Il joue les œuvres du répertoire classique du violoncelle, y compris les grands concertos, sonates et le cycle des six Suites pour violoncelle seul de Bach.
De Saram a fondé un trio (avec clarinette) et un duo avec son frère Druvi de Saram, au piano. Il est l'un des musiciens à avoir exploré le monde relativement nouveau de l'improvisation.
Rohan de Saram a réalisé de nombreux enregistrements avec le Quatuor Arditti, mais également et en tant que soliste, notamment les Sonates de Vivaldi, Soliloque pour violoncelle et orchestre d'Edmund Rubbra, les trois Suites pour violoncelle de Britten, Ragamalas et Prabhanda de John Mayer, Kottos de Xenakis et Fruit I et II d'Elliott Carter et des œuvres de Bernd Alois Zimmermann, Peter Ruzicka, Gelhaar, Pröve et Steinke. Ses disques de 2011 comprennent Harmonique Labyrinthe avec Preethi de Silva, et le premier de deux volumes intitulé de Saram en Concert mettant en vedette l'interprétation donnée au Wigmore Hall de la Sonate pour violoncelle seul de Kodaly (sa partition porte écrit à la main de Kodaly, des éloges pour son interprétation de mai 1960), en couplé avec la sonate pour violoncelle de Rachmaninov dans laquelle il est accompagné par son frère Druvi,.
Il est marié à Rosemary de Saram. Ils ont une fille, Sophie (Orchestre symphonique d'Oberon) et un fils, Suren (du Bombay Bicycle Club)

## Hommages
En décembre 2004, Rohan de Saram a reçu un doctorat honoris causa en lettres de l'Université de Peradeniya au Sri Lanka. En décembre 2005, il reçoit le Deshamanya, une haute distinction du Sri Lanka, remise par le président de ce pays.